# Domenico Dara
Domenico Dara (Catanzaro, 2 febbraio 1971) è uno scrittore italiano.

## Biografia
Nato a Catanzaro nel 1971, vive e lavora dividendosi tra Valbrona e Milano. 
Dopo essersi laureato a Pisa con una tesi su Cesare Pavese, ha esordito nella narrativa nel 2014 con Breve trattato sulle coincidenze, finalista al Premio Italo Calvino, vincitore del Premio Città di Como sezione Esordienti e del Premio Leonida Repaci.
Con il secondo romanzo, Appunti di meccanica celeste, ha vinto la XLI edizione del Premio Stresa nel 2017.

## Opere

### Romanzi
- Breve trattato sulle coincidenze, Roma, Nutrimenti, 2014 ISBN 978-88-6594-304-5 - Nuova ed. Venezia, BEAT, 2016 ISBN 978-88-6559-371-4
- Appunti di meccanica celeste, Roma, Nutrimenti, 2016 ISBN 978-88-6594-477-6
- Malinverno, Milano, Feltrinelli, 2020, ISBN 978-88-0703-378-0
- Liberata, Milano, Feltrinelli, 2024, ISBN 978-88-5886-122-6

### Curatele
- Alessandro Verri, lettere da un amore, Bologna, Massimiliano Boni Editore, 2005